# Baltische Beker 1938
De Baltische Beker van 1938 was de 10e editie van de Baltische Beker. Het toernooi werd gehouden van 3 tot en met 5 september 1938 in Estland. Estland werd kampioen.

## Eindstand
| Team     | Gsp | W | G | V | DV | DT | DS | Ptn |
| -------- | --- | - | - | - | -- | -- | -- | --- |
| Estland  | 2   | 1 | 1 | 0 | 4  | 2  | +2 | 3   |
| Letland  | 2   | 0 | 2 | 0 | 2  | 2  | 0  | 2   |
| Litouwen | 2   | 0 | 1 | 1 | 2  | 4  | –2 | 1   |

## Wedstrijden
|                                                  |                                              |       |                  |                                                                                   |
| 3 september «onderlinge duels» 17:30 uur (UTC+2) | Estland                                      | 3 – 1 | Litouwen         | Kadriorustadion, Tallinn Toeschouwers: 7.000 Scheidsrechter: Fritz Bouillon (GER) |
| 3 september «onderlinge duels» 17:30 uur (UTC+2) | Ralf Veidemann 40', 44' Heinrich Uukkivi 69' |       | 72' Kazys Šurkus | Kadriorustadion, Tallinn Toeschouwers: 7.000 Scheidsrechter: Fritz Bouillon (GER) |

|                                                  |                    |       |                            |                                                                                   |
| 4 september «onderlinge duels» 17:30 uur (UTC+2) | Letland            | 1 – 1 | Litouwen                   | Kadriorustadion, Tallinn Toeschouwers: 3.000 Scheidsrechter: Fritz Bouillon (GER) |
| 4 september «onderlinge duels» 17:30 uur (UTC+2) | Francis Krupšs 87' |       | 28' Voldemaras Jaškevičius | Kadriorustadion, Tallinn Toeschouwers: 3.000 Scheidsrechter: Fritz Bouillon (GER) |

|                                                  |                   |       |                    |                                                                                    |
| 5 september «onderlinge duels» 17:30 uur (UTC+2) | Estland           | 1 – 1 | Letland            | Kadriorustadion, Tallinn Toeschouwers: 11.000 Scheidsrechter: Fritz Bouillon (GER) |
| 5 september «onderlinge duels» 17:30 uur (UTC+2) | Leonhard Kass 12' |       | 49' Ērihs Raisters | Kadriorustadion, Tallinn Toeschouwers: 11.000 Scheidsrechter: Fritz Bouillon (GER) |

## Kampioen
| Kampioen 1938    |
| ---------------- |
| Estland 3e titel |